# 和製大砲
和製大砲（わせいたいほう）は、
1. 江戸時代初期より日本で製造された青銅製前装式大砲の後世においての呼称。
2. 1.より転じて、日本プロ野球において長打力のある日本人打者を指す比喩的表現。

ここでは1.について解説する。

## 概要
和製大砲の導入以前に日本で用いられていた大砲は、石火矢と大筒の2系統があった。前者は子母砲式の青銅砲で、大口径であったが、特徴である子母砲形式の欠点として発射ガスが漏れてしまって口径の割には威力が小さく、また暴発の危険が高かった。後者の大筒は鉄製で、当時の火縄銃と同様の鍛造製法である。前装式のために安全性が高く、口径の割には威力も優れていたが、鍛造の限界により大口径のものが製造できなかった。
和製大砲の原型となるヨーロッパ式の青銅製鋳造砲が日本に伝来するのは、記録上、大坂の陣（1614-1615）に備えて徳川家康がイギリスより購入したカルバリン砲4門とセーカー砲1門が初見である。また、同時にオランダより大砲を12門購入しており、こちらは弾丸重量は四貫（約33ポンド）から五貫（約41ポンド）目あることからカノン砲と思われる。
その後、同形式の砲が日本でも製造される様になったが、砲全てを一つの鋳造型で製造する南蛮流（欧州流）と、尾栓のみを別個に鋳造しネジで塞ぐ和流の二系統が存在した。尾栓を持つのは当時の火縄銃の機構と同一であるが、和流がその形式を採用した理由は不明である（大砲より細長い形状の銃は、その形状のまま鋳造するのは難しく、また尾栓が外せる形式でないと内部の清掃が困難であるが、より大口径の大砲は尾栓を外さなくとも清掃はさほど困難ではない）。なお和流の大筒の中には、火縄銃の機構をそのままに大口径化した大鉄砲が存在する。旧来の大筒はその後も細々ではあるが製造され続けた一方、石火矢は和製大砲に取って代わられる事になる。
和製大砲は島原の乱で用いられた以後は、戦乱が無い中で細々とのみ製造され続けていた。江戸後期になると高島秋帆による西洋砲術の導入や幕末の黒船来航により技術の遅れを露呈し、さらなる進歩を遂げていた西洋砲に取って代わられる事になる。ただし、幕末の戦闘においては、大砲の絶対数が少なかったために和製大砲も各地で実戦使用された。下関戦争でイギリス軍に鹵獲された長州藩の大砲の中にも、尾栓ネジを有する和製大砲が含まれていた。

## 参考資料
- 宇田川武久 『鉄砲伝来』 中公新書、1990年
- 宇田川武久 『鉄砲と戦国合戦』 吉川弘文館、2002年
- 宇田川武久 『江戸の砲術』東洋書林、2000年
- 歴史群像 『図説・日本武器集成』 学習研究社、2005年